# Сая (Татарстан)
Сая (тат. Сая) — село в Высокогорском районе Республики Татарстан, в составе Альдермышского сельского поселения.

## География
Село находится на реке Саинка, в 17 км к северо-западу от районного центра, посёлка железнодорожной станции Высокая Гора.

## История
Первоисточники упоминают о селе с 1602-1603 годов.
Название села произошло от названия реки Саинка.
В сословном плане, в XVIII веке и вплоть до 1860-х годов, жителей села причисляли к государственным крестьянам.
По данным переписей, население села увеличивалось со 115 душ мужского пола в 1782 году до 1219 человек в 1926 году. В последующие годы численность населения села постепенно уменьшалась и в 2017 году составила 387 человек.
По сведениям из первоисточников, в начале XIX столетия в селе была построена мечеть, в 1896 году построено новое здание мечети, существовавшее и в начале XX столетия. В 1994 году в селе также была построена мечеть.
В «Списке населенных мест по сведениям 1859 года», изданном в 1866 году, населённый пункт упомянут как казённая деревня Сая 3-го стана Казанского уезда Казанской губернии. Располагалась при безымянном ключе, по левую сторону Уржумского торгового тракта, в 30 верстах от губернского города Казани и в 35 верстах от становой квартиры в казённой деревне Верхние Верески. В деревне в 94 дворах жили 775 человек (387 мужчин и 388 женщин). Была мечеть.
Административно, до 1920 года село относилось к Казанскому уезду Казанской губернии, с 1965 года относится к Высокогорскому району Татарстана.

## Экономика и инфраструктура
Полеводство, пчеловодство, животноводство; эти виды деятельности, за исключением пчеловодства, являлись основными для жителей села также и в XVIII-XIX столетиях.
В селе действуют клуб, библиотека.